# Bilistiché
Bilistiché nebo Belistiché (starořecky Βιλιστίχη, Βελιστίχη–Bilistiché, Belistiché) byla milenka egyptského vládce Ptolemaia II. Filadelfa, v roce 268 př. n. l. zvítězila na olympijských hrách v závodě dvoukolých vozů se čtyřspřežím hřebců a roku 264 př. n. l. závodu na vozech s dvojspřežím hřebců.
Bilistiché zvítězila v Olympii na 128. hrách v závodě dvoukolých vozů se čtyřspřežím hřebců (tethrippon Polonia) a na 129. hrách v závodu na vozech s dvojspřežím hřebců (synóris polonia). Tethrippon hřebců zavedli v Olympii v roce 384 př. n. l. a závody na vozech s dvojspřežím hřebců roce 268 př. n. l. Prvním vítězem závodu vozů s dvojspřežím hřebců byl neznámý Thesálčan. Na olympijských hrách býval jezdec nebo vozataj v závodech většinou anonymní a olympijský věnec si vždy odnesl jen majitel vítězného vozu nebo koně a nepřekáželo, aby tím majitelem mohla být i žena.
Bilistiché byla nejoblíbenější milenkou egyptského vládce Ptolemaia II.. Své první olympijské vítězství dosáhla jen dva roky po smrti Arsinoé II., druhé Ptolemaiovy manželky. Zřejmě v té době nabyla svůj velký majetek a stala se i držitelem nejlepších koní, které jí zajistily vítězství v Olympii. Bilistiché patří jen k několika ženám, kterým se to podařilo. Ptolemaios svou milenku Bilistiche natolik zbožňoval, že zavedl její uctívání u chrámu a oltáře s názvem Afrodita-Bilistiché. Ptolemaios ale nebyl první Makedonec, který uctil svou milenku jako Afroditu. V čtvrtém století před naším letopočtem, Harpalos, druh Alexandra Velikého, dal postavit chrám a oltář své milence hetéře Pythioniké.
Starověký autor Pausanias uvádí, že Bilistiché pocházela z Makedonie. Dle Athénaia byl její vlastí Argos, a Plutarchos se ve svých poznámkách domnívá, že mohla mít fénický původ, neboť její jméno bylo v Řecku neobvyklé.